# 亚历山大·季霍米罗夫

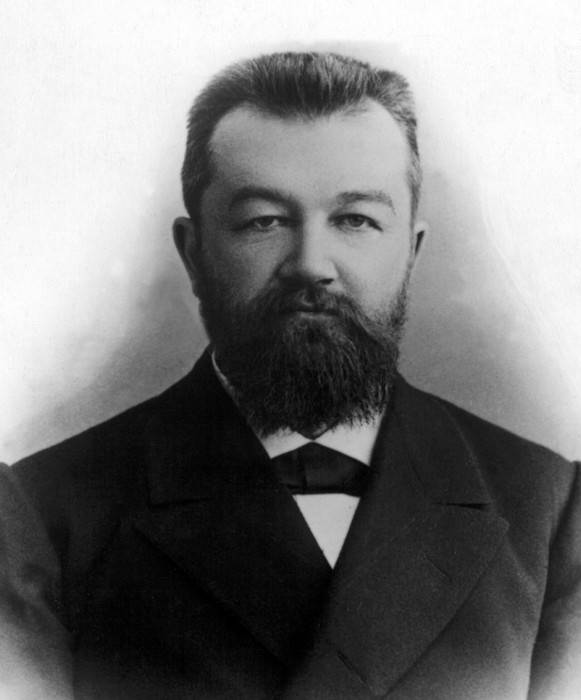
亚历山大·安德烈耶维奇·季霍米罗夫

亚历山大·安德烈耶维奇·季霍米罗夫（俄语：Александр Андреевич Тихомиров，羅馬化：Aleksandr Andreyevich Tikhomirov，1850年10月1日—1931年10月23日），俄罗斯动物学家，养蚕业专家。毕业于圣彼得堡国立大学和莫斯科大学，后在莫斯科大学担任教授和大学的动物博物馆馆长。其主要著作涉及蚕的解剖学、胚胎学和生理学，反達爾文主義。1888年在蚕卵上发现了人工单性生殖现象。他认为中国的丝蚕业开始于前2698年。